# Oddział Wybranieccy
Oddział „Wybranieccy” – oddział partyzancki Armii Krajowej, działający na terenie świętokrzyskim w latach 1943–1945 pod dowództwem Mariana Sołtysiaka „Barabasza”.

## Powstanie oddziału
W lutym 1943 r. Marian Sołtysiak (przyszły dowódca Wybranieckich) rozpoczął starania o uzyskanie zgody na sformowanie leśnego oddziału partyzanckiego. Przeprowadził w tym celu rozmowę z mjr „Wyrwą” (Józef Włodarczyk) - komendantem obwodu Kielce AK. Była to bardzo trudna rozmowa, gdyż w owym okresie dowództwo AK, aby niepotrzebnie nie prowokować Niemców, nie starało się tworzyć oddziałów regularnych. Mimo to „Barabaszowi” udało się uzyskać zgodę na utworzenie oddziału. Następnie „Barabasz” udał się do inspektora podobwodu „Jacka” (Jan Kosiński). Po dłuższej rozmowie przekonał „Jacka” do swojego pomysłu, który skierował go do dowódcy plutonu konspiracyjnego na placówce Wzdół – „Beja” (Jan Sadza). Ten przekazał mu do dyspozycji już działającą grupę dywersyjną, w skład której wchodzili: „Andrzej” (Henryk Pawelec), „Bogdan” (Stanisław Kozera), „Dan” (Stefan Fąfara), „Orlicz” (Stanisław Łubek), „Madej” (Jan Śniowski), „Roch” (Stanisław Lutek) oraz „Jurand” (Bolesław Boczarski). 
Na początkowe uzbrojenie składały się: 2 karabiny Mauser i 15 sztuk amunicji, 1 Pistolet maszynowy STEN pochodzenia zrzutowego z trzema magazynkami amunicji, 1 pistolet Steyer z dwiema sztukami amunicji, 1 stary pistolet FN kal. 7,65 bez amunicji, 1 pistolet Colt kal. 9 i 40 sztuk amunicji. Oddział przebywał początkowo w rejonie Suchedniowa, poznając się wzajemnie i ćwicząc strzelanie, dokonując również kilku akcji dywersyjnych. 
Oddział formowano w rejonach Bodzentyna i Suchedniowa. Oddział utworzono na Bukowej Górze koło Klonowa (lasy suchedniowskie). Do grupy dołączali kolejni członkowie, m.in. „Mietek” (Władysław Szumielewicz), „Heniek” (Henryk Giżycki), „Chmiel” (Stanisław Jończyk), „Cisowski” (Józef Kruk) i inni. Średnia wieku partyzantów wynosiła 19 lat. 23 czerwca 1943 r. oddział otrzymał nazwę „Wybranieccy” nawiązującą do tradycji piechoty wybranieckiej.
Do zadań oddziału, jako jednostki dyspozycyjnej Kedywu Obwodu Kielc należało wykonywanie akcji bojowych (likwidacja konfidentów, funkcjonariuszy hitlerowskich) oraz dywersja psychologiczna (łamanie morale żołnierzy niemieckich). W czerwcu 1943 r. oddział otrzymał rozkaz przemarszu w rejon Cisowa. 23 czerwca 1943 na uroczysku „Kwarta”, w lasach cisowskich (w miejscu obozu powstańców styczniowych), partyzanci urządzili obozowisko. Mieszkali w szałasach. Lasy cisowskie (południowa część powiatu kieleckiego) były głównym terenem operacyjnym oddziału.
W marcu 1943 r. w skład oddziały wchodziło 127 żołnierzy w tym: 3 oficerów, 24 podoficerów, 100 szeregowych. Oddział stacjonował także pod Górą Włochy i koło Widełek (kwiecień 1944).
W lipcu 1944 r., do oddziału przyłączono grupę „Wilk” – 4 pluton pod dowództwem ppor. Edwarda Kiwera „Edward”. Pod koniec lipca na bazie oddziału rozpoczęto formowanie I batalionu 4 pułku piechoty Legionów pod dowództwem por. Maksymiliana Lorenza ps. „Katarzyna”. W tym czasie stan liczebny wynosił już 290 żołnierzy: 7 oficerów, 27 podchorążych, 47 podoficerów, 209 szeregowych.
Po reorganizacji w AK przed akcją „Burza” w 1944 r. „Wybranieccy” weszli w skład 4 pułku piechoty Legionów AK. "Barabasz" został dowódcą 1 kompanii, zaś w październiku 1944 dowódcą I batalionu 4 pp Leg. AK. Funkcję tę pełnił do końca działalności Armii Krajowej.

## Struktura organizacyjna
4 samodzielne drużyny
- ppor „Wiernego” – Edwarda Skrobota
- kaprala „Juranda” – Bolesława Boczarskiego
- kaprala „Mietka” – Władysława Szumielewicza
- kaprala „Andrzeja” – Henryka Pawelca.

- sekcja miejska dowodzona przez kaprala „Dana” – Stefana Fąfarę

- Dowódca - ppor. Marian Sołtysiak „Barabasz”

- Zastępca dowódcy - ppor. Edward Skrobol „Wierny”

- Dowódcy plutonów: sierż. Stefan Fąfara „Dan”, sierż. Stanisław Kozera „Bogdan”, sierż. Czesław Łętowski „Górnik”, ppor. Edward Kiwer „Edward”

- Dowódca zwiadu konnego - sierż. Henryk Pawelec „Andrzej”

- Dowódca drużyny minerskiej - kpr. Władysław Szumielewicz „Mietek”

- Kwatermistrz oddziału: ppor. Antoni Świtalski „Marian”, kpr. Andrzej Borkowski „Sławek”

## Pierwsze akcje
Pod koniec czerwca oddział Wybranieckich rozpoczął pierwsze działania dywersyjne działając z rejonu Cisowa. Zaczęto przygotowania do akcji przeciwko osławionemu Witkowi (Hansa Wittek, z pochodzenia Chorwat)- informatorowi gestapo w Kielcach. 
Dokonano wyroku śmierci na burmistrzu w Chęcinach, Baranie, który został zastrzelony przez patrol w biały dzień na rynku miasteczka. W drodze powrotnej patrol został zatrzymany przez patrol żandarmerii celem wylegitymowania. Wywiązała się strzelanina, w wyniku której dwaj żandarmi zostali zabici. Zdobyto dwa krótkie pistolety Parabelum i oporządzenie. Ponadto dokonywano eliminacji konfidentów i szpicli (m.in. Adamczyka bliskiego współpracownika Witka). 
Pierwszego lipca patrol w składzie: „Dan”, „Orlicz”, „Sławek”, „Tadek”, „Heniek”, „Kanarek” udał się do Kielc celem zastrzelenia Witka – szefa sieci niemieckich konfidentów. Zamachu dokonano w kilka dni później w okolicach dawnego seminarium duchownego. Pomimo oddania kilku serii przez zamachowców Witek przeżył, chociaż dostał 14 kul poniżej pasa. Uratowała go koszulka pancerna, którą nosił od czasu poprzedniego zamachu. Dopiero rok później, w czerwcu 1944 miejska grupa dywersyjna z Kielc pod dowództwem „Nurka” (ppor. Kazimierz Smolak) dokonała na niego w biały dzień przed siedzibą gestapo jeszcze jednego zamachu, który wreszcie się powiódł. Niestety śmierć ta została okupiona wieloma ofiarami wśród partyzantów.

## Tragedia pod Leszczynami
19 lipca patrol w składzie: „Orlicz”, „Heniek”, „Sławek”-Sławomir Werens lat 23, „Tadek” oraz „Kanarek” udał się do Kielc celem zastrzelenia konfidenta Adamczyka. Wraz z nimi udali się do miasta „Kostek” i „Leszek”. W Niwkach Daleszyckich wsiedli do kolejki wąskotorowej, jadącej z drzewem do Kielc. Koło Leszczyn patrol zauważył Niemców. Wszyscy rzucili się do ucieczki. Żandarmi otwarli ogień. Zginęli „Orlicz”, „Sławek”, „Kanarek”, „Heniek” i „Tadek”. Uratował się „Leszek” oraz „Kostek”. Następnej nocy patrol pod dowództwem „Dana” pochował ciała zabitych. Nad mogiłą został usypany kopczyk i rozrzucono ulotki, skierowane do miejscowej ludności o treści: „W tych pięciu na kolejce straciliśmy najlepszych kolegów, odważnych do szaleństwa, mających za sobą niejedną akcję przeciwko znienawidzonemu wrogowi (...) Czcimy ich pamięć salwą karabinową i wieńcem, na który padały łzy pozostałych kolegów. Wierzymy w waszą pomoc, w opiekę nad tym drogim nam miejscem. Wierzymy, że nie będzie wieczoru, by nie przyszedł ktoś i nie rzucił na ich grób naręcza kwiatów z ziemi, za której wolność padli”. Śmierć 5 kolegów wywołała przygnębienie i obniżenie morale w oddziale. Mimo to przybywało nowych członków, m.in. „Adaś”, „Sulak” i „Skoczek”.

## Ważniejsze akcje z 1943 r.
- spalenie dokumentów w 7 urzędach gminnych
- likwidacja konfidentów
- zamach na gestapowca Hansa Wittka
- rozbicie magazynu żywności w Jędrzejowie
- opanowanie Daleszyc i liczne walki w tym rejonie.
- akcja na pociąg k. Miąsowej
- opanowanie Chmielnika
- wysadzenie słupów wysokiego napięcia

## Oskarżenia o zbrodnie
Prof. Joanna Tokarska-Bakir i dr Alina Skibińska udokumentowały mordy na Żydach popełnione przez żołnierzy oddziału „Wybranieccy” z pobudek rasowych, na rozkaz lub za wiedzą dowódcy. Oskarżenia te potwierdził publicznie w 2011 r. dowódca zwiadu konnego w oddziale Henryk Pawelec ps. „Andrzej”. Opisał on także napad rabunkowy na majątek hrabiny Zofii Mycielskiej dokonany przez członków oddziału pod dowództwem ppor. Edwarda Skrobota ps. "Wierny" i inne przypadki zabójstw, np. pięciu gruzińskich żołnierzy, którzy uciekli z niemieckich formacji.
Oddział "Wybranieckich" w miejscowości Zagórze koło Daleszyc zamordował w lutym 1944 roku pięcioosobową rodzinę żydowską w tym dwie małe dziewczynki.